# Mens
Mensen (Homo sapiens) zijn intelligente primaten, die gekenmerkt worden door een rechtopstaande houding en tweevoetige voortbeweging, een fijne motoriek en het gebruik van werktuigen, een complex taalgebruik en geavanceerde samenlevingen. Homo sapiens is de enige overlevende soort van het geslacht Homo, en maakt samen met de chimpansees, bonobo's, gorilla's en orang-oetans deel uit van de familie Hominidae (mensachtigen).
De moderne mens ontstond ongeveer 300.000 jaar geleden in Afrika. Het evolutionaire succes van de mens wordt verklaard door onder meer het grotere brein met een goed ontwikkelde prefrontale cortex en temporale kwabben, die nodig zijn voor het abstract kunnen denken, taalverwerving, probleemoplossing, evenals de ontwikkeling van socialiteit en cultuur. Mensen gebruiken werktuigen vaker en effectiever dan enige andere diersoort: het zijn de enige levende wezens die vuur beheersen, hun voedsel bereiden, zichzelf kleden en in staat zijn tot het uitdenken van technologieën en het vervaardigen van kunst.
De mens gebruikt symbolische communicatie als taal en kunst om zichzelf uit te drukken en ideeën uit te wisselen. Menselijke sociale interactie leidde tot het ontstaan van uiteenlopende waarden, sociale normen en rituelen, die samen de grondslag vormen van samenlevingen. Het menselijke verlangen om de omgeving te begrijpen en te beïnvloeden leidde tot het ontstaan van kennisgebieden als wetenschap, filosofie, mythologie en religie.
De mens leidde gedurende vrijwel de gehele prehistorie het bestaan van jager-verzamelaar. Ongeveer 12.000 jaar geleden gingen veel samenlevingen over op een sedentaire levenswijze; de mens domesticeerde planten en dieren, waarna nederzettingen uitgroeiden tot de eerste beschavingen. Wereldwijd vormden zich regeringen, religies en culturen, en verenigden menselijke individuen zich in staten en rijken. De moderne tijd vormde het begin van grote wetenschappelijke, technologische en culturele ontwikkelingen, met een snel groeiende wereldbevolking. Menselijk handelen veranderde het milieu in diverse delen van de wereld ingrijpend.

## Naam

### Etymologie
Het woord "mens" (Duits Mensch, Zweeds människa, Deens menneske) is een variant van "man" (Duits Mann, Engels man), dat uiteindelijk zou teruggaan op een Indo-Europese stam *man-: "denken" of *ma-: "meten". Deze stam treft men aan in Latijn mens, mentis: "geest, verstand" (vergelijk Engels mind), memoria: "geheugen, herinnering", Grieks menos: "geest", mnèmè: "geheugen", Sanskriet man-: "denken, geest", Russisch mnit' "menen, denken". Het Iraanse woord voor "ik" (voornaamwoord) is man. In het Oudindisch bestaat tevens Manu: "(oer-)mens", modern Hindi manusha: "mens, man". Deze oerbetekenis kreeg de wetenschappelijke naam Homo sapiens (Latijn: "verstandige" of "wijze" mens).

### Nomenclatuur
De naam Homo sapiens werd in 1758 gepubliceerd door Carl Linnaeus in de tiende druk van Systema naturae. Bij publicatie van de naam noemde Linnaeus vijf ondersoorten of variëteiten: ferus (de wilde mens), var. α americanus, var. β europaeus, var. γ asiaticus en var. δ afer. Het onderscheid tussen de laatste vier was voornamelijk de kleur: rufus (rood), albus (wit/blank), luridus (bleekgeel) en niger (zwart). Deze indeling is biologisch niet houdbaar gebleken. Tegenwoordig wordt soms geopteerd om te spreken over de ondersoort Homo sapiens sapiens als het over de mens gaat. Dit laat duidelijker het onderscheid zien met de (mogelijke) ondersoorten Homo sapiens diluvialis (cro-magnonmens) en Homo sapiens idaltu, beide uitgestorven.

## Geschiedenis

### Evolutie en verspreiding
Het geslacht Homo is enkele miljoenen jaren geleden ontstaan in Afrika. Samen met de chimpansees vormt het geslacht Homo een evolutionaire tak binnen de Hominidae (mensachtigen) uit de orde primaten. De moderne mens, met name de ondersoort Homo sapiens sapiens, verspreidde zich over alle continenten en grotere eilanden van de wereld in een periode die ongeveer 150.000 jaar geleden begon. Ongeveer 125.000 - 60.000 jaar geleden kwam de mens aan in Eurazië, 40.000 jaar geleden in Australië, en 15.000 jaar geleden in Amerika. Meer afgelegen eilanden zoals Hawaï, Paaseiland, Madagaskar en Nieuw-Zeeland raakten bevolkt tussen de jaren 300 en 1280.
Hedendaagse biologische verwanten van mensen zijn chimpansees en bonobo's (Pan). Gorilla's (Gorilla), orang-oetans (Pongo) en gibbons (Hylobatidae) splitsten zich elk eerder af in de evolutie. Op basis van genetische informatie wordt geschat dat de gemeenschappelijke voorouder van de mens en de chimpansee 4–8 miljoen jaar geleden leefde in het late Mioceen. Na de splitsing van deze groepen vormde zich bij de menselijke tak chromosoom 2 door samenvoeging van twee andere chromosomen, waardoor er bij mensen slechts 23 paar chromosomen overbleven, vergeleken met 24 bij andere grote mensapen.
De oudste fossielen waarvan men vermoedt dat ze behoren tot de homininen zijn Sahelanthropus tchadensis (gedateerd op 7 miljoen jaar), Orrorin tugenensis (5,7 miljoen jaar) en Ardipithecus kadabba (5,6 miljoen jaar). Uit deze soorten ontstond ongeveer 4 miljoen jaar geleden een groep met onder meer de robuuste Paranthropus en de slankere Australopithecus. Eén soort in deze laatste groep – mogelijk Australopithecus garhi die 2,5 miljoen jaar geleden leefde – ontwikkelde zich tot de directe voorouder van het geslacht Homo.
Een van de eerste vertegenwoordigers van het geslacht Homo is Homo habilis, een soort die ongeveer 2,3 miljoen jaar geleden verscheen. H. habilis wordt beschouwd als de eerste mensensoort waarvoor duidelijke aanwijzingen bestaan die duiden op het gebruik van stenen werktuigen. De hersenen van H. habilis waren echter niet veel groter dan die van chimpansees. Pas in de miljoen jaar die volgde nam het hersenvolume toe. Met de opkomst van Homo erectus was de schedelcapaciteit verdubbeld. H. erectus was de eerste mensachtige die buiten Afrika voorkwam. Eén populatie, vaak geclassificeerd als de aparte soort Homo ergaster, bleef in Afrika en ontwikkelde zich tot Homo sapiens.

### Anatomische aanpassingen
De evolutie van de mens omvat verschillende morfologische, biomechanische en gedragsmatige veranderingen die plaatsvonden na de afsplitsing van de mens en de chimpansees. De meest belangrijke fysieke aanpassingen zijn tweevoetigheid, een toename van het hersenvolume, een langere ontogenie (dracht- en zuigelingstijd) en een verminderde seksuele dimorfie. Hoe deze evolutionaire veranderingen precies samenhangen is nog niet geheel duidelijk. Paleoantropologen hebben verschillende hypothesen voorgesteld over de volgorde waarin ze zouden hebben plaatsgevonden en over hun belang in de totstandkoming van de menselijke uniciteit.
Tweevoetigheid of bipedie is een van de meest typerende adaptaties van de homininen. Ze wordt beschouwd als de oorzaak achter een aantal belangrijke veranderingen in het skeletsysteem die alle tweevoetige mensachtigen gemeen hebben. De eerste tekenen van tweevoetigheid zijn teruggevonden bij Sahelanthropus of Orrorin, zo'n zes miljoen jaar geleden. Ardipithecus, een latere homininisoort, was waarschijnlijk al volledig tweevoetig. Het rechtop lopen bood verschillende voordelen. Een tweevoetige soort had zijn handen vrij om voedsel te pakken en te dragen, was in staat zich snel voort te bewegen over lange afstanden (wat jagen begunstigt), en had een manier om oververhitting te vermijden door het oppervlak dat wordt blootgesteld aan direct zonlicht te verkleinen.
De mens heeft in vergelijking met andere primaten sterk ontwikkelde hersenen: het gemiddelde hersenvolume is ongeveer 1330 cm3, meer dan twee keer zoveel als bij een chimpansee of gorilla. Het evolutionaire proces waarbij de hersengrootte geleidelijk toeneemt wordt encefalisatie genoemd. Encefalisatie begon al vroeg in de evolutie van het geslacht Homo: Homo habilis had een hersenvolume van 650 tot 800 cm3, de latere Homo erectus 850 tot ruim 1000 cm3, en de neanderthalers zelfs 1200 tot 1800 cm.3. Met name de temporale kwab, die de centra voor taalverwerking bevat, en de prefrontale cortex, die cognitieve en emotionele functies reguleert, zijn bij de mens zeer sterk ontwikkeld. De hersenontwikkeling na de geboorte duurt bij de mens – in tegenstelling tot andere huidige hominiden – vele jaren; jonge kinderen zijn gedurende lange tijd in staat talen te verwerven en complex sociale signalen te leren.

### De opkomst vanHomo sapiens

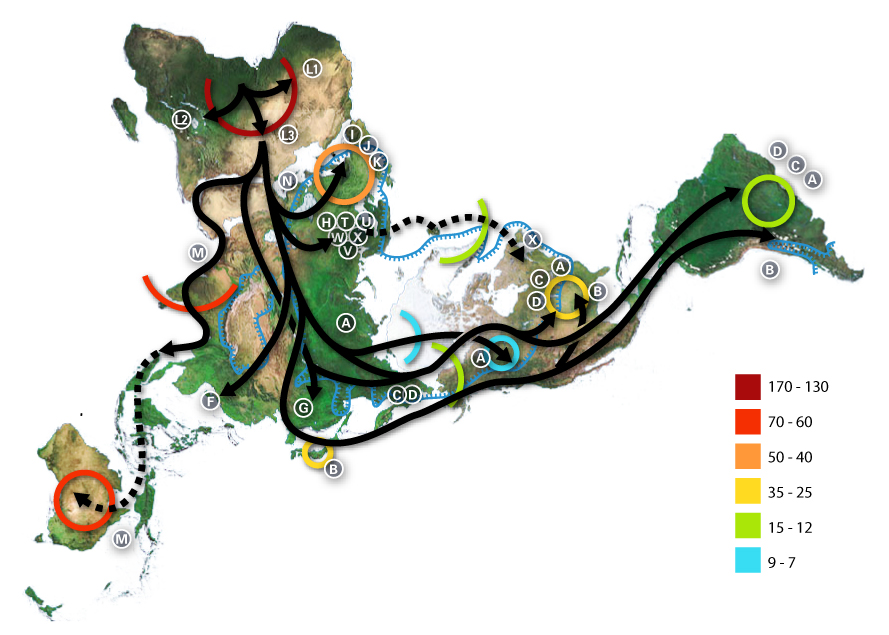
Migratie van de moderne mens uit Afrika op basis mitochondriale populatiegenetica (aantallen in millennia, de noordpool bevindt zich in het midden).

Tijdens de vroege verspreiding van Homo sapiens kwam de mens in contact met verschillende archaïsche medemensen, in het bijzonder Homo neanderthaliensis in Eurazië en Homo denisova in Azië. Sinds de jaren 2010 zijn er, mede binnen de ontdekkingsgeschiedenis van de neanderthaler bewijzen gevonden die duiden op een vermenging van genetische informatie tussen archaïsche en moderne mensensoorten. Na twee golven van migratie uit Afrika verspreidde moderne mensen zich wereldwijd en vervingen daarbij archaïsche mensensoorten, hetzij door concurrentie of door hybridisatie. Met de start van het laatpaleolithicum (50.000 jaar geleden), maar vermoedelijk al eerder, ontwikkelde zich moderniteit in gedrag: taal, muziek en andere culturele universalia deden hun intrede.
Ongeveer 10.000 jaar geleden begonnen de bewoners van de Vruchtbare Sikkel met de domesticatie van dieren en planten, wat leidde tot een grote verandering in levensstijl: de neolithische revolutie. Met zijn nieuwe levensstijl kreeg de mens een grote invloed op andere soorten en het milieu. Hoewel de mens in geïsoleerde gebieden waar weinig domesticeerbare planten konden groeien nomadisch bleef, ontstonden elders permanente nederzettingen. Dankzij steeds effectievere landbouwmethoden konden meer mensen samenleven op kleine oppervlakten, waardoor georganiseerdere vormen van samenleving nodig werden waarin arbeidsdeling optrad.
Culturele ontwikkelingen gaven aanleiding tot het ontstaan van de eerste beschavingen, zoals in Egypte, de Indusvallei en Mesopotamië. Deze beschavingen kenmerkten zich door het gebruik van schrift, een sociale stratificatie, een politiek of cultureel bestuur en een georganiseerde vorm van godsdienst. De groei van de menselijke kennis en technologie ging gestaag door, maar raakte in Europa in een stroomversnelling met de wetenschappelijke revolutie en later de industriële revolutie. Vanaf de Moderne Tijd kreeg de mens door toegenomen bevolkingsgroei en nieuwe technologieën een steeds grotere invloed op de klimatologische en ecologische processen op Aarde. Globalisering en internationale samenwerking zorgden voor een versmelting van culturen en economieën.

## Biologie

### Anatomie
Een mens behoort tot de gewervelden en beschikt onder meer over twee benen, twee armen en een hoofd. Het geraamte van de mens is inwendig.
Voorziening van de cellen van het menselijk lichaam van de juiste voedingsstoffen geschiedt door een apart stelsel, de bloedsomloop, dat wordt 'aangedreven' door het hart. Via de longen wordt het bloed voorzien van zuurstof, en via de maag en darmen van andere noodzakelijke stoffen. Afvoer van afvalstoffen vindt plaats door deze vanuit het bloed door de nieren samen met water af te scheiden via de blaas, en door niet door de darmen opgenomen  stoffen af te voeren via de endeldarm.
Biologisch gezien bestaan er naar moderne inzichten binnen de soort Homo sapiens geen rassen en algemeen gelden dergelijke indelingen in de wetenschap als verouderd. De genetische verschillen binnen de soort zijn gerelateerd aan klimatologische aanpassingen. Een blanke huidskleur is bijvoorbeeld een voordelige aanpassing bij het weinige zonlicht in het noorden, dat tot gebrek aan vitamine D leidde (in de tropen is een lichte huid juist in het nadeel).

### Voortplanting

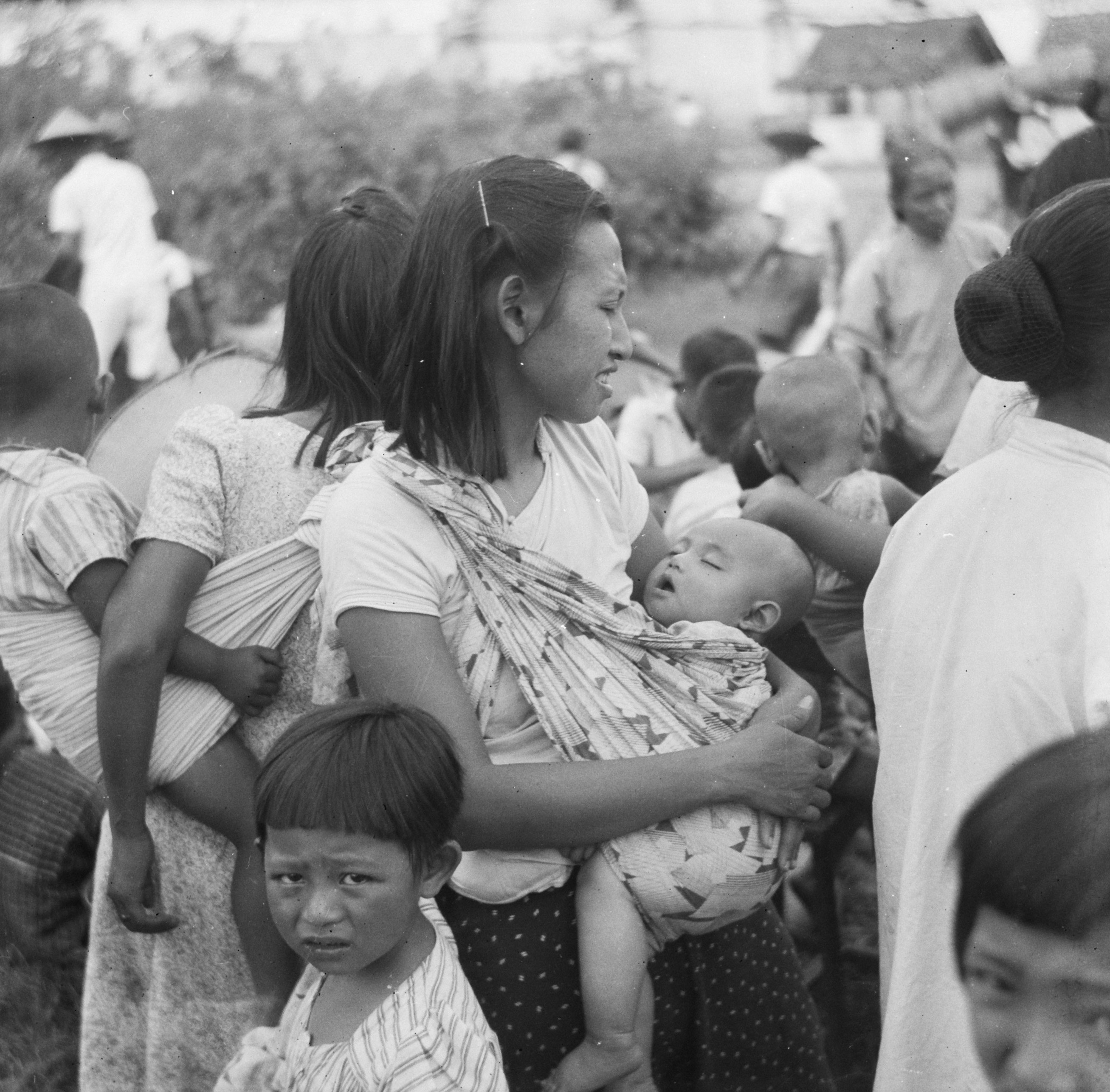
Een Indonesische vrouw met haar kind in een slendang

Mensen ontvangen elkaar bij geslachtsgemeenschap vaak van de voorkant, wat vrij uniek is in de dierenwereld. Behalve de bonobo en de gorilla zijn mensen de enige primaten die dat doen. De mens is levendbarend; doorgaans wordt één baby, na een zwangerschap van ongeveer 40 weken (9 maanden) geboren met het achterhoofd als voorliggend deel. Tweelingen en uitzonderlijk meerlingen komen ook voor. De zuigeling is bij de geboorte nog erg hulpbehoevend en wordt een aantal maanden tot jaren gezoogd.
De meeste andere jonge zoogdieren zijn na de geboorte minder afhankelijk van de ouders dan de mens, die pas na ongeveer een jaar kan lopen. Met twee jaar kan een kind spreken en het ontwikkelt zich vanaf dat moment veel sneller dan andere dieren. De hulpbehoevendheid bij de geboorte heeft vermoedelijk te maken met de grote schedel die een langere zwangerschap gevaarlijk zou maken voor moeder en kind.

### Leeftijd
Tijdens de evolutie van de mens is de gemiddelde leeftijd van volwassenen aanvankelijk gedaald bij de overgang naar landbouw, om daarna geleidelijk aan te stijgen, op periodes na van oorlog, hongersnood, epidemieën en het begin van de industriële revolutie. Omstreeks 30.000 jaar geleden is er grote versnelling in deze evolutie gekomen. De levensverwachting is met de verbetering van de leefomstandigheden en gezondheidszorg met name in de laatste eeuw op veel plaatsen gestegen. Geschat wordt dat met de beste biologische constitutie en gunstigste leefomstandigheden de maximale haalbare leeftijd ongeveer 120 jaar is. De langst levende persoon over wie betrouwbare documentatie bestaat, is Jeanne-Louise Calment die 122 jaar en 5 maanden heeft geleefd.

## Sociale structuren
Mensen zijn, evenals de meeste andere primaten, sociaal van aard. Ze zijn bijzonder bedreven in het gebruik van communicatiemiddelen voor zelfexpressie, uitwisseling van ideeën en organisatie. Mensen creëren complexe sociale structuren, die bestaan uit talrijke samenwerkende en concurrerende groepen, die uiteenlopen van families tot naties. Wat de samenleving van mensen uniek maakt, is dat het belang van verwantschap een veel minder dominante rol speelt. Mensen leven grotendeels met elkaar samen op niet-verwante basis, waardoor een individu deel kan uitmaken van verschillende groepen, en binnen iedere groep een andere rol kan innemen.
De sociale interacties tussen mensen hebben een grote variëteit aan tradities, rituelen, ethiek, normen, waarden, en wetten tot stand gebracht, die samen de basis vormen voor de menselijke samenleving.

## Bewustzijn en intelligentie
De menselijke hersenen zijn zeer goed ontwikkeld, waarmee hij in staat is tot abstract nadenken, taal, introspectie, probleemoplossing en emotie. Dankzij zijn intelligentie en rechtopstaande houding, waardoor de armen vrij zijn om voorwerpen op te pakken en te bewerken, is de mens veel meer dan andere soorten in staat gereedschappen te gebruiken. De mens wordt door zichzelf gezien als de meest intelligente levensvorm op aarde. Dierlijke cognitie is echter niet beperkt tot de mens, maar is ook vastgesteld bij zoogdieren als olifanten en walvisachtigen zoals dolfijnen en orka's. Of deze een soortgelijk zelfbewustzijn en tijdsbesef hebben als de mens is een open vraag. Mensen zijn evenals andere soorten bevattelijk voor lichamelijke ziekten zoals kanker en geestelijke stoornissen, zoals fobieën, depressie en dergelijke.

## Voedsel
Van oorsprong is de mens een omnivoor. Aanvankelijk zochten de primitieve mensen hun voedsel als jagers en verzamelaars. Voedsel vormden vruchten, zaden, wortels, bladeren en honing, naast het relatief schaarse vlees of vis en andere dierlijke producten zoals eieren. 
Landbouw leidde tot nieuwe producten, ontwikkeling van steden en handel in voedingsmiddelen waardoor het voedselpatroon veranderde.
In de twintigste eeuw is het voedselpatroon in veel landen sterk veranderd, nadat de voedselproductie is geïndustrialiseerd en voedsel in veel landen goedkoper werd. Met name leidde dit tot een hogere inname van koolhydraten en eiwitten.

## Mensheid
De mensheid is een verzamelnaam voor alle mensen ter wereld. De mens is in staat over zichzelf na te denken en zich in anderen te kunnen verplaatsen. Ook kan de mensheid technologieën ontwikkelen en nadenken over en oplossingen vinden voor economische en wetenschappelijke vraagstukken. De mens is meer dan enig andere diersoort in staat om zijn leefomgeving te veranderen, ten goede van zichzelf, maar zeker ook ten kwade. Met dammen en dijken beheerst de mens de loop van het water, en met de bouw van woningen, die vaak in groten getale bij elkaar te vinden zijn en zo dorpen of steden vormen, weet de mens zich te beschermen tegen het klimaat. Landbouw stelt mensen in staat de voedselproductie te beheersen. De geneeskunde stelt mensen in staat om zware ziekten te boven te komen. Een ziekte als pokken is door vaccinatie uitgeroeid.

### Cultuur
Mensen kennen een cultuur, die te herkennen is aan uiterlijk, bestuur, tradities, gebruiken, taal, religie, rijkdom en eetgewoonten. Culturen verschillen over het algemeen per regio, alhoewel verscheidene culturen ook naast elkaar voorkomen. Een cultuur kan een aantal subculturen bevatten, die elk hun eigen gewoontes, etc. hebben. Sommige culturen botsen met elkaar vanwege onverenigbare ideeën. Vele oorlogen hebben dan ook hun oorzaak in het verschil tussen enkele culturen. Dit heeft in sommige gevallen zelfs geleid tot genocide.

### Taal
Mensen hebben talen ontwikkeld waarmee men met anderen kan communiceren. De meeste talen kennen een bijbehorend schrift, waarmee informatie kan worden genoteerd en vervolgens worden bewaard of aan anderen doorgegeven. Door middel van technologische ontwikkelingen in de twintigste eeuw op het gebied van telecommunicatie is de mens in staat om wereldwijd met andere mensen te communiceren.

### Geloof
Veel mensen hebben een geloof in een kracht of macht die buiten het menselijk begrip valt.
Dit geloof kan in georganiseerd verband beleefd worden, zoals binnen het christendom, de islam, het hindoeïsme of het boeddhisme. Een geloof kan uit een persoonlijke overtuiging voortkomen.
Dit geloof geeft hun gedragsregels en morele overtuigingen en kan steun zijn bij onbegrijpelijke gebeurtenissen. Ook kan geloof helpen om een zin in het leven te vinden.

### Bevolking
Mede door de ontwikkeling van technologie is de menselijke populatie zeer groot. Sinds 2022 leven er meer dan 8 miljard mensen op aarde. Dit heeft nadelige gevolgen voor de natuur en voor de Aarde. Natuurgebieden maken plaats voor landbouwgebieden, steden, wegen en andere menselijke bouwsels. Lucht, grond en water raken vervuild en plant- en diersoorten worden met uitsterven bedreigd. Andere soorten profiteren juist van de mens. Cultuurvolgers als de bruine rat, huismuis, huismus en stadsduif en huis- en gedomesticeerde dieren als hond, kat, rund en kip hebben zich mede dankzij de mens over de aarde weten te verspreiden.

### Ras
Vroeger werd gesteld dat er binnen het mensdom rassen te onderscheiden waren, wat als biologisch feit werd beschouwd. Rassenleer wordt nu gezien als een verouderde ideologie. Binnen de soort Homo sapiens zijn er biologisch gezien geen rassen. De door Johann Friedrich Blumenbach gegeven namen waren: het Kaukasisch, Mongools, Amerikaans, Ethiopisch en het Maleisisch ras. 

## Voorlopers en oude verwanten van de mens
| Voorlopers en oude verwanten van de mens | Voorlopers en oude verwanten van de mens | Voorlopers en oude verwanten van de mens |
| Fossiel voorkomen                        | Geslacht                                 | Soorten |
| ---------------------------------------- | ---------------------------------------- | --- |
| 7 - 4,4 Ma                               | Sahelanthropus                           | Sahelanthropus tchadensis |
| 7 - 4,4 Ma                               | Orrorin                                  | Orrorin tugenensis |
| 7 - 4,4 Ma                               | Ardipithecus                             | Ardipithecus ramidus · Ardipithecus kadabba |
| 4,3 - 2 Ma                               | Australopithecus                         | A. anamensis · A. afarensis · A. bahrelghazali · A. africanus · A. garhi · A. sediba |
| 3,5 Ma                                   | Kenyanthropus                            | Kenyanthropus platyops |
| 2,5 - 1 Ma                               | Paranthropus                             | P. aethiopicus · P. boisei · P. robustus |
| tot heden                                | Homo                                     | H. antecessor · H. cepranensis · H. denisova · Homo erectus (Javamens · Pekingmens) · H. ergaster · H. floresiensis · H. gautengensis · H. georgicus · H. habilis · H. heidelbergensis · H. helmei · H. neanderthalensis · H. rhodesiensis · H. rudolfensis · Homo sapiens (H. s. idaltu · Cro-magnonmens · Red Deer Cave-mensen) |